# Regering-Juncker-Asselborn I
De Regering-Juncker-Asselborn I was een coalitieregering van de Chrëschtlech Sozial Vollekspartei (CSV) en de Lëtzebuerger Sozialistesch Aarbechterpartei (LSAP) die van 31 juli 2004 tot 23 juli 2009 de leiding voerde in het Groothertogdom Luxemburg.
De regering bestond uit 13 ministers (8 CSV, 5 LSAP), één onderminister (LSAP) en één staatssecretaris (CSV). In de regering zaten 3 vrouwen (2 CSV, 1 LSAP).

## Samenstelling
| Naam | Naam                 | Partij | Ambt |
| ---- | -------------------- | ------ | --- |
|      | Jean-Claude Juncker  | CSV    | Premier/Minister van Staat Minister van Financiën |
|      | Jean Asselborn       | LASP   | Vicepremier Minister van Buitenlandse Zaken en van Immigratie |
|      | Fernand Boden        | CSV    | Minister van Landbouw, Wijnbouw en Landelijke Ontwikkeling Minister van Middenstand, Toerisme en Woningbouw                                                                 |
|      | Marie-Josée Jacobs   | CSV    | Minister van Familiezaken en Integratie Minister van Gelijke Kansen |
|      | Mady Delvaux-Stehres | LASP   | Minister van Onderwijs |
|      | Luc Frieden          | CSV    | Minister van Justitie Minister van Begrotingszaken |
|      | François Biltgen     | CSV    | Minister van Arbeid Minister van Cultuur, Hogescholen en Onderzoek Minister van Godsdienst                                                                                  |
|      | Jeannot Krecké       | LASP   | Minister van Economische Zaken en Buitenlandse Handel Minister van Sport |
|      | Mars Di Bartolomeo   | LASP   | Minister van Volksgezondheid en Sociale Zekerheid |
|      | Lucien Lux           | LASP   | Minister van Milieu Minister van Transport |
|      | Jean-Marie Halsdorf  | CSV    | Minister van Binnenlandse Zaken Minister van Planning |
|      | Claude Wiseler       | CSV    | Minister van Openbare Wetgeving en Wetshervorming Minister van Openbare Werken                                                                                              |
|      | Jean-Louis Schiltz   | CSV    | Minister van Ontwikkelingssamenwerking en Humanitaire Hulp Minister van Communicatie Minister van Defensie                                                                  |
|      | Nicolas Schmit       | LASP   | Gedelegeerd minister van Buitenlandse Zaken en Immigratie |
|      | Octavie Modert       | CSV    | Staatssecretaris van Relaties met het Parlement, staatssecretaris van Landbouw, Wijnbouw en Landelijke Ontwikkeling, Staatssecretaris van Cultuur, Hogescholen en Onderzoek |